# Avelis
Avelis – rodzaj pająka z rodziny ukośnikowatych opisany po raz pierwszy przez Simona w 1985 roku. Jedynym i zarazem typowym gatunkiem jest A. hystriculus występujący tylko w południowej Afryce.

## Gatunki
- Avelis hystriculus Simon, 1895 (południowa Afryka)